# Thespieus
Thespieus is een geslacht van vlinders van de familie dikkopjes (Hesperiidae), uit de onderfamilie Hesperiinae.

## Soorten
- T. abativa Zikán, 1938
- T. abauna Zikán, 1938
- T. argentina Draudt, 1924
- T. aspernatus Draudt, 1924
- T. caraca Evans, 1955
- T. castor Hayward, 1948
- T. catochra (Plötz, 1882)
- T. dalman (Latreille, 1824)
- T. duidensis Bell, 1932
- T. ethemides (Burmeister, 1878)
- T. fassli (Draudt, 1924)
- T. fulvangula (Weymer, 1890)
- T. haywardi Evans, 1936
- T. hieroglyphica Draudt, 1923
- T. himella (Hewitson, 1868)
- T. homochromus Mielke, 1978
- T. inez Nicolay, 1973
- T. jora Evans, 1955
- T. lutetia (Hewitson, 1866)
- T. macareus (Herrich-Schäffer, 1869)
- T. matucanae Lindsey, 1925
- T. opigena (Hewitson, 1866)

- T. othna (Butler, 1870)
- T. paula Evans, 1955
- T. peruviae Lindsey, 1925
- T. pinda Evans, 1955
- T. tapayuna Zikán, 1939
- T. thona Evans, 1955
- T. tihoneta (Weeks, 1901)
- T. vividus (Mabille, 1891)
- T. xarina Hayward, 1948
- T. xarippe (Butler, 1870)